# 河崎村 (石川県)
河崎村（かわさきむら）は、石川県河北郡にあった村。現在の金沢市大浦町・東蚊爪町にあたる。

## 地理
- 湖沼 ： 河北潟
- 河川 ： 浅野川、金腐川

## 歴史
- 1889年（明治22年）4月1日 - 町村制の施行により、大浦村及び東蚊爪村の区域をもって、河崎村が発足する。
- 1907年（明治40年）8月10日 - 川筋村、河崎村及び木越村が合併して、川北村が発足する。

## 行政

### 村長
| 代数 | 氏名         | 就任年月日                 | 退任年月日                 | 備考 |
| ---- | ------------ | -------------------------- | -------------------------- | ---- |
| 1    | 生山峰樹     | 1889年（明治22年）6月8日   | 1891年（明治25年）4月23日  |      |
| 2    | 池田仁助     | 1893年（明治26年）7月14日  | 1897年（明治30年）5月31日  |      |
| 3    | 丸山藤右衛門 | 1897年（明治30年）6月30日  | 1898年（明治31年）10月20日 |      |
| 4    | 飯田七三郎   | 1898年（明治31年）11月17日 | 1901年（明治34年）3月26日  |      |
| 5    | 松本貫正     | 1901年（明治34年）10月1日  | 1903年（明治36年）2月11日  |      |
| 6    | 細川佐太郎   | 1904年（明治37年）8月1日   | 1907年（明治40年）8月9日   |      |

## 地域

### 教育
小学校
- 大浦小学校
  - 現在の金沢市立大浦小学校[3]